# Lee Seung-gi (calciatore)
Lee Seung-gi ((이승기?, 李承琪?); 2 giugno 1988) è un calciatore sudcoreano, centrocampista del Gwangju.